# Slag bij Devil's Backbone
De Slag bij Devil's Backbone vond plaats op 1 september 1863 in Sebastian County Arkansas tijdens de Amerikaanse Burgeroorlog. Deze slag is ook bekend als de Slag bij Backbone Mountain.
Na de Slag bij Honey Springs bezette de Noordelijke generaal-majoor James G. Blunt Fort Smith. Op 1 september stuurde hij een 1.500 man sterk detachement uit ,onder leiding van kolonel William F. Cloud, om de gevluchte Zuidelijke soldaten van Fort Smith gevangen te nemen. Cloud achtervolgde de 1.250 man sterke brigade van brigadegeneraal William L. Cabell tot bij Old Jenny. Dit dorpje lag 24 km ten zuiden van het fort. Rond de middag werd de Noordelijke opmars tijdelijk gestopt door een Zuidelijke hinderlaag bij Devil's Backbone. Onder dekking van zijn artillerie slaagde Cloud erin zijn slaglinie te vormen. De Zuidelijke linie werd stelselmatig teruggedrongen. Na een strijd van drie uur sloegen de Zuidelijken op de vlucht naar Waldron, Arkansas. Cabell kon in Waldron ongeveer 900 soldaten hergroeperen. De anderen werden gevangengenomen en afgevoerd naar Fort Smith.